# World Badminton Grand Prix 1985 (Finale)
Das Finale des World Badminton Grand Prix 1985 fand vom 12. bis zum 15. Dezember 1985 in Tokio, Japan, statt. Es war der Abschlusswettkampf der Grand-Prix-Serie der abgelaufenen Saison und die dritte Auflage des World Badminton Grand Prix überhaupt. Das Preisgeld betrug umgerechnet 87.900 US-Dollar. Bei den ersten drei Veranstaltungen des WBGP von 1983 bis 1985 wurden im Gegensatz zu den späteren Turnieren nur das Herreneinzel und das Dameneinzel ausgetragen. Ab 1987 kamen die drei Doppeldisziplinen Herrendoppel, Damendoppel und Mixed hinzu.
Es siegten Han Jian bei den Herren und Li Lingwei bei den Damen, beide für China startend.

## Resultate

### Spiel um Platz 3
| Disziplin    | Sieger       | Finalist       | Ergebnis         |
| ------------ | ------------ | -------------- | ---------------- |
| Herreneinzel | Morten Frost | Yang Yang      | 5–15, 15–9, 15–9 |
| Dameneinzel  | Wu Jianqiu   | Kirsten Larsen | 11–6, 11–1       |

### Finalresultate
| Disziplin    | Sieger     | Finalist   | Ergebnis   |
| ------------ | ---------- | ---------- | ---------- |
| Herreneinzel | Han Jian   | Sze Yu     | 15:6, 15:3 |
| Dameneinzel  | Li Lingwei | Han Aiping | 11:3, 11:3 |